# ATP Challenger Forlì-2
Das ATP Challenger Forlì-2 (offizieller Name: Città di Forlì) war ein zwischen 2021 und 2022 stattfindendes Tennisturnier in Forlì, Italien. Es war Teil der ATP Challenger Tour und wurde in der Halle auf Hartplatz ausgetragen.

## Siegerliste

### Einzel
| Jahr     | Sieger          | Finalgegner         | Ergebnis       |
| -------- | --------------- | ------------------- | -------------- |
| 2022 (5) | Jack Draper (3) | Alexander Ritschard | 3:6, 6:3, 7:68 |
| 2022 (4) | Jack Draper (2) | Tim van Rijthoven   | 6:1, 6:2       |
| 2022 (3) | Pawel Kotow (2) | Quentin Halys       | 7:5, 6:75, 6:3 |
| 2022 (2) | Jack Draper (1) | Jay Clarke          | 6:3, 6:0       |
| 2022 (1) | Luca Nardi      | Mukund Sasikumar    | 6:3, 6:1       |
| 2021 (2) | Pawel Kotow (1) | Andrea Arnaboldi    | 6:4, 6:3       |
| 2021 (1) | Maxime Cressy   | Matthias Bachinger  | 6:4, 6:2       |

### Doppel
| Jahr     | Sieger                                    | Finalgegner                           | Ergebnis          |
| -------- | ----------------------------------------- | ------------------------------------- | ----------------- |
| 2022 (5) | Marco Bortolotti (2) Witalij Satschko     | Victor Vlad Cornea Fabian Fallert     | 7:65, 3:6, [10:5] |
| 2022 (4) | Victor Vlad Cornea (2) Fabian Fallert (2) | Antonio Šančić Igor Zelenay           | 6:4, 3:6, [10:2]  |
| 2022 (3) | Victor Vlad Cornea (1) Fabian Fallert (1) | Jonáš Forejtek Jelle Sels             | 6:4, 6:76, [10:7] |
| 2022 (2) | Sadio Doumbia Fabien Reboul               | Nicolás Mejía Alexander Ritschard     | 6:2, 6:3          |
| 2022 (1) | Marco Bortolotti (1) Arjun Kadhe          | Michaël Geerts Alexander Ritschard    | 7:65, 6:2         |
| 2021 (2) | Alexander Erler Lucas Miedler             | Marco Bortolotti Sergio Martos Gornés | 6:4, 6:2          |
| 2021 (1) | Antonio Šančić Sam Weissborn              | Lukáš Rosol Witalij Satschko          | 7:64, 4:6, [10:7] |